# محطة دبي مارينا (مترو دبي)
محطة دبي مارينا (بالإنجليزية: Dubai Marina station)؛ (شوبا العقارية) هي محطة نقل سريع على الخط الأحمر لشبكة مترو دبي التي تخدم دبي في الإمارات العربية المتحدة، ومنها يمكن الوصول مباشرة إلى محطة إكسبو حيث موقع إكسبو 2020 أو إلى محطة جبل علي الانتقالية التي تنتهي في محطة مركز الإمارات العربية المتحدة للصرافة.

## الموقع
تقع المحطة بالقرب من التقاطع الخامس لشارع الشيخ زايد في الثانية الخامسة، على بعد حوالي 20 كيلومترًا (12 ميلًا) جنوب غرب وسط مدينة دبي. تقع إلى الشرق من النصف الشمالي من مرسى دبي وإلى الغرب من الجزء الشمالي من أبراج بحيرة جميرا.